# Donald Beer
Donald Beer   (Nova York, 31 de maig de 1935 - Princeton, 25 de gener de 1997) fou un remer estatunidenc que va competir durant la dècada de 1950.
El 1956 va prendre part en els Jocs Olímpics d'Estiu de Melbourne, on guanyà la medalla d'or en la prova del vuit amb timoner del programa de rem.